# Savoir plus santé
Savoir plus puis Savoir plus santé était un magazine scientifique et médical diffusé du 28 septembre 1992 au 24 juin 2006 sur France 2.
L'émission a été conçue par François de Closets, Martine Allain-Regnault et Claude Carré.

## Principe
Dans un premier temps l'émission aborde des thèmes scientifiques dans Savoir plus: Puissance 40 et des thèmes de santé dans Savoir plus: Diagnostic. Puis elle est simplement titrée Savoir plus.
 Elle prendra le nom définitif de Savoir plus santé à partir du 3 septembre 1994.
Une partie « plateau » permet l'intervention, dans les conditions du direct, de témoins et de professionnels de la santé. Plusieurs reportages, d'une durée de 1 à 5 minutes, viennent illustrer le thème de l'émission.
Les grandes questions de santé, les progrès de la médecine, les petits tracas et les grands maux, la rédaction de Savoir plus santé, s'attarde principalement sur la mise au point de nouveaux traitements, les nombreux progrès en matière de recherche ainsi que la condition des malades.

## Diffusion
L'émission a été lancée à la rentrée 1992 sur le créneau de deuxième partie de soirée sous le nom de Savoir plus, avant de basculer le samedi après-midi de septembre 1994 à juin 2006.

## Audiences
- En 1993, l’émission réalise son record d’audience de l’année, avec 3,24 millions de téléspectateurs et 38,2% du public.
- En 2000, Savoir plus santé obtenait en moyenne une part de marché de 25 % soit 2,5 millions de téléspectateurs[6].

## Récompenses
- 1997 : 7 d'or du meilleur magazine de la culture et de la connaissance